# 牧島輝
牧島 輝（まきしま ひかる、1995年8月3日 - ）は、日本の俳優である。埼玉県出身。東映マネージメントを経て2022年1月よりフリーに。

## 人物
- 体重60kg[1]。
- 趣味はバスケットボール（5年）、水泳（7年）、ツーリング[1]。
- 特技はイラスト、似顔絵、[1]。
- 好きな食べ物はアタリメ
- 所持している資格は普通自動車免許、普通自動二輪免許[1]。
- 人より指が反ることがコンプレックスで、小学6年生までジャンケンはグーとブラフでしか戦えなかった。

## 出演

### 映画
- なりすまっしゅ!!!（2015年、青山学院大学 内山ゼミFORCE 作品） - 小俣五郎丸 役[1]
- 陽光桜 -YOKO THE CHERRY BLOSSOM-（2015年） - 出征兵士・近藤 役[1]
- 八王子ゾンビーズ（2020年） - 瀧 役
- アウトロダブル（2022年） - 塚本 役
- 海岸通りのネコミミ探偵（2022年） - 主演 猫塚照 役

### 舞台
- 劇団たいしゅう小説家「カンタンには死にたくない！（仮）」（2016年2月24日 - 28日、萬劇場） - 神楽大地 役[2]
- ミュージカル『テニスの王子様』3rdシーズン（2016年 - 2018年） - 海堂薫 役[3]
  - 青学vs六角（2016年12月22日 - 2017年2月12日、TOKYO DOME CITY HALL 他）[4][5]
  - Dream Live 2017（2017年5月26日 - 28日、横浜アリーナ）[6][7]
  - 青学vs立海（2017年7月14日 - 10月1日、TOKYO DOME CITY HALL 他）[8][9]
  - TEAM Party SEIGAKU・ROKKAKU（2017年10月26日 - 11月5日、AiiA 2.5 Theater Tokyo 他）[10][11][注釈 1]
  - 青学vs比嘉（2017年12月21日 - 2018年2月18日、TOKYO DOME CITY HALL 他）[13][14]
  - Dream Live 2018（2018年5月5日 - 20日、横浜アリーナ 他）[15][16]
- MANKAI STAGE『A3!』 - 碓氷真澄 役[17]
  - 〜SPRING & SUMMER 2018〜（2018年6月28日 - 7月16日、天王洲 銀河劇場 他 / 10月26日 - 11月4日、天王洲 銀河劇場）[18]
  - 〜SPRING 2019〜（2019年4月25日 - 6月2日、天王洲 銀河劇場 他）[19]
  - 〜Four Seasons LIVE 2020〜（2020年9月17日 - 20日、東京ガーデンシアター）[20]
  - Troupe LIVE〜SPRING 2021〜（2021年8月18日 - 22日、TACHIKAWA STAGE GARDEN）[21]
- 八王子ゾンビーズ（2018年8月5日 - 19日、TBS赤坂ACTシアター） - 瀧 役[22][23]
- 『DIVE!!』The STAGE!!（2018年9月20日 - 10月7日、シアター1010 他） - 富士谷要一 役[24]
- 劇団た組。第17回目公演『貴方なら生き残れるわ』（2018年11月21日 - 25日、彩の国さいたま芸術劇場 小ホール） - 山下広之 役[25][26]
- ミュージカル『刀剣乱舞』 - 大倶利伽羅 役
  - 〜三百年の子守唄〜 再演（2019年1月20日 - 3月24日、天王洲 銀河劇場 他）[27]
  - 歌合 乱舞狂乱 2019（2019年11月24日 - 2020年1月23日、長野 / 宮城 / 北海道 / 福岡 / 広島 / 埼玉 / 愛知 / 大阪 / 東京）[28]
  - 〜静かの海のパライソ〜（2020年3月21日 - 26日[注釈 2]、天王洲 銀河劇場）[31]
  - 壽 乱舞音曲祭 （2021年1月9日 - 2021年1月23日、東京ガーデンシアター）[32][33]
  - 〜静かの海のパライソ〜（2021年9月27日 - 11月25日、TOKYO DOME CITY HALL 他）[34]
  - 〜真剣乱舞祭2022〜（2022年5月8日、サンドーム福井）[35]
  - 鶴丸国永 大倶利伽羅 双騎出陣〜春風桃李巵〜（2022年8月7日 - 2022年9月4日、天王洲 銀河劇場 他）[36]
  - ㊇ 乱舞野外祭（すえひろがり らんぶやがいまつり）（2023年9月18日、富士急ハイランド・コニファーフォレスト）日替わり出演[37]
  - 目出度歌誉花舞 十周年祝賀祭（2025年7月29日・30日、東京ドーム）[38]
- 舞台『Dear my パパ』（2019年9月26日 - 29日、中野ザ・ポケット 他） - 水嶋風斗 役[39]
- 舞台「炎炎ノ消防隊」（2020年7月31日 - 8月9日、梅田芸術劇場 シアター・ドラマシティ 他） - 主演 森羅日下部 役[40][41]
  - 舞台「炎炎ノ消防隊 -破壊ノ華、創造ノ音-」（2022年1月18日 - 23日、KT Zepp Yokohama）[42]
- 舞台「オーファンズ」（2020年11月18日 - 23日、中野ザ・ポケット） - フィリップ 役[43]
- 演劇の毛利さん リーディングシアター『星の王子さま』（2021年1月30日、梅田芸術劇場 シアター・ドラマシティ）[44][45]
- 演劇の毛利さん リーディングシアター『夜間飛行』（2021年1月30日、梅田芸術劇場 シアター・ドラマシティ）[44][45]
- 舞台「サンソン ールイ16世の首を刎ねた男ー」（2021年4月23日 - 6月27日、東京建物 Brillia HALL 他） - ジャン - ルイ・ルシャール 役[46]
- 朗読劇 恋を読む inクリエ『逃げるは恥だが役に立つ』（2021年8月16日、シアタークリエ） - 風見涼太 役[47][48]
- ミュージカル『ストーリー・オブ・マイ・ライフ』（2021年12月13日 - 12月25日・2024年11月5日 - 23日、よみうり大手町ホール 他） - トーマス 役[49][50][51]
- サロメ奇譚 （2022年3月21日 - 2022年3月31日、東京芸術劇場シアターイースト） （2022年4月9日 - 2022年4月10日、梅田芸術劇場シアター・ドラマシティ） - ヨカナーン役
- リーディングアクト「六人の嘘つきな大学生」（2022年6月22日 - 25日、渋谷区文化総合センター大和田 さくらホール） - 波多野祥吾 役[52]
- 舞台「キングダム」（2023年2月5日 - 2023年5月11日、帝国劇場 他） - 嬴政 / 漂 役[注釈 3][53]
- 音楽朗読劇「四月は君の嘘」（2023年3月28日、飛行船シアター、昼夜2公演） - 主演・有馬公生 役
- 舞台『セトウツミ』（2023年5月27日 - 6月13日、東京芸術劇場 プレイハウス 他） - 内海想 役[54]
- 舞台『剣聖』－運に見放された男－（2023年6月30日 - 7月9日、サンモールスタジオ） - 宮本伊織 役
- 舞台「ドクター皆川 〜手術成功5秒前〜」（2023年10月12日 - 10月29日、本多劇場） - 牧島先生 役
- 舞台『季節はずれの雪』（2023年12月7日 - 17日、シアター風姿花伝）[55]
- プレミア音楽朗読劇VOICARION『スプーンの盾』（2023年12月22日・25日・27日・28日、シアタークリエ） - アントナン・カレーム 役
- PARCO PRODUCE 2024『ハムレットQ1』（2024年5月11日 - 6月23日、PARCO劇場 他） - ホレイショー 役[56]
- 音楽朗読劇 READING HIGH noir 第1回公演『HYPNAGOGIA〜ヒプナゴギア〜』（2024年10月13日・14日、イイノホール）[57]
- 演劇『ライチ☆光クラブ』2025（2025年1月10日 - 26日、IMM THEATER） - 主演・ゼラ 役[58]
- 舞台『きたやじ オン・ザ・ロード〜いざ、出立!!篇〜』（2025年3月1日 - 23日、日本青年館ホール 他） - 弥次郎兵衞 役[59][60]
- 明日を落としても（2025年10月11日 - 27日〈予定〉、兵庫県立芸術文化センター 阪急中ホール 他） - 神崎ひかる 役[61]
- ミュージカル『十二国記 -月の影 影の海-』（2025年12月9日 - 2026年2月1日〈予定〉、日生劇場 他） - 楽俊 役[62][63]

### ラジオ
- FMシアター 宮沢賢治生誕120年企画 劇作家競作シリーズ・賢治の声を探して その1「I want to be. ケンジノウタ」（2016年、NHK-FM放送） - 山猫／兵士 役[64]
- MANKAI STAGE『A3!』ラジオ（2018年10月 - 2022年3月、ニッポン放送）
- オーディオドラマ 青春アドベンチャー「ギルとエンキドゥ」（2018年11月、NHK-FM放送）

### テレビドラマ
- 警視庁捜査一課9係 season12（2017年、テレビ朝日系） - 第2話 沖拓史 役[1]
- 八王子ゾンビーズ（2020年1月 - 2月、TOKYO MX） - 瀧 役
- 善人長屋 第5話（2022年8月5日、NHK BSプレミアム・BS4K） - 犀香 役
- 不適切にもほどがある!（2024年2月9日、TBS） - 鳥海仁 役

### TV
- あにレコTV （2018年2月26日・5月7日、テレビ東京）[65][66]
- 第35回全日本高校・大学ダンスフェスティバル（神戸）ナレーション（2023年8月26日、NHK Eテレ）

### MV
- LADYBABY「セシボン・キブン／C'est si bon Kibun」（2016年4月13日、CLEARSTONE RECORDS） - 高校生 役[67]
- PENGUIN RESEARCH「ボタン」（2016年9月7日、SME Records） - 高校生 役[1][68]

### イベント
- ミュージカル『テニスの王子様』TSC会員限定イベント「テニミュ サポーターズクラブ プレミアム パーティー vol.11」（2016年11月1日、品川プリンスホテルステラボール） - 海堂薫 役[69]
- ジャンプフェスタ2017[70]
  - マーベラスブース（2016年12月17日 - 18日、幕張メッセ）
    - テニミュVR - 海堂薫 役（映像出演）
    - テニミュモバイル WEB RADIO先行配信（音声のみ）
- ミュージカル『テニスの王子様』BD&DVD発売記念イベント
  - 青学vs六角 東京近郊会場 （2017年8月19日、和光市文化センター サンアゼリア 大ホール）[71]
  - 青学vs立海 大阪近郊会場 （2018年5月12日、城東区民ホール） [72]
  - 青学vs比嘉 東京近郊会場 （2018年8月24日）[73]
- ミュージカル『テニスの王子様』15周年記念 シャカリキ応援！テニミュ上映祭 - 海堂薫 役（映像出演）[74]
  - 青学vs六角 （2018年6月16日、新宿ピカデリー 他）[注釈 4]
  - 青学vs立海 （2018年6月23日、新宿ピカデリー 他）
  - 青学vs比嘉 （2018年6月30日、新宿ピカデリー 他）
- MANKAI STAGE『A3!』Film Collection（2021年6月3日・20日、TACHIKAWA STAGE GARDEN）
- ACTORS☆LEAGUE in Basketball 2022（2022年10月11日、東京体育館 メインアリーナ） - SPARK SEEDS キャプテン[75][76]

### 雑誌
- 『ジャンプSQ.』 テニミュの王子様 インタビュー（2017年3月4日発売号、集英社）[77]
- 『Prince of STAGE』（2017年8月7日発売号、ぶんか社）[78]
- 『an・an』（2017年11月29日発売号、マガジンハウス） [79]
- 『B's-LOG』（KADOKAWA）
  - 4月号（2018年2月20日発売号）[80]
  - 5月号（2018年3月20日発売号）[81]
  - 6月号（2018年4月20日発売号）[82]
- 『オトメディアステミュ』VOL.7（2018年4月6日発売号、学研プラス）[83]
- 『STAGE PASH！』Vol.09（2018年4月26日、主婦と生活社）[84]
- 『アニメージュ』6月号（5月10日発売、徳間書店）[85]

### Web番組
- 2.5D公式チャンネル （2017年5月25日、FRESH!）[86]

### Webドラマ
- 目の毒すぎる職場のふたり 第10話 -（2022年11月15日 - 、Hulu） - 鳴戸獅子 役[87]

### ファンイベント
| イベント名                                    | 日時                | 場所                           | ゲスト                                                             | セットリスト                                                                                                 | 備考 |
| --------------------------------------------- | ------------------- | ------------------------------ | ------------------------------------------------------------------ | --- | ---- |
| 牧島 輝ファンイベント                         | 2020年2月2日        | サンケイプラザホール           | 二葉 勇・二葉 要                                                   | 丸の内サディスティック/椎名林檎 記念撮影/BUMP OF CHICKEN                                                     |      |
| 牧島 輝 25th オンラインバースデーイベント     | 2020年8月23日       | 無観客ライブ配信               |                                                                    | シャルル/バルーン さよならエレジー/菅田将暉 夜に駆ける/YOASOBI                                               |      |
| 牧島 輝 25th オンラインバースデーイベント     | 2020年8月23日       | 無観客ライブ配信               | アイネクライネ/米津玄師 まちがいさがし/菅田将暉 夜に駆ける/YOASOBI | |      |
| 牧島 輝 オンラインバレンタインイベント –Gift- | 2021年2月14日昼の部 | 無観客ライブ配信               | 田村 心                                                            | 小さな恋の歌/MONGOL800 もっと/aiko かくれんぼっち/牧島 輝                                                    |      |
| 牧島 輝 オンラインバレンタインイベント –Gift- | 2021年2月14日夜の部 | 無観客ライブ配信               | 有澤樟太郎                                                         | 春を告げる/yama one more time one more chance/山崎まさよし かくれんぼっち/牧島 輝                            |      |
| 牧島 輝 バースデーイベント2021                | 2021年8月28日       | 日本橋三井ホール               | 古谷大和・宮崎 湧                                                  | 1部 My Sunshine/ROCK'A'TRENCH 水平線/back number 夏は過ぎ去って/さぐぱん                                     |      |
| 牧島 輝 バースデーイベント2021                | 2021年8月29日       | なんば Hatch                   | 横田龍儀・前川優希                                                 | 1部 My Sunshine/ROCK'A'TRENCH 水平線/back number 夏は過ぎ去って/さぐぱん                                     |      |
| 牧島 輝 バレンタインイベント2022              | 2022年2月12日       | 山野ホール                     | 加藤 将                                                            | 1部 北斗七星/ビッケブランカ 不思議/星野 源 2部 魔法の絨毯/川崎鷹也 若者のすべて/フジファブリック             |      |
| 牧島 輝 バレンタインイベント2022              | 2022年2月13日       | 山野ホール                     | 高橋健介                                                           | 1部 北斗七星/ビッケブランカ 不思議/星野 源 2部 魔法の絨毯/川崎鷹也 若者のすべて/フジファブリック             |      |
| 牧島 輝 バースデーイベント2022                | 2022年9月10日       | NEW PIER HALL                  | 糸川耀士郎・田中涼星                                               | 1部 vivi/米津玄師 W/X/Y /Tani Yuuki 2部 恋だろ/wacci ニルヴァーナ/MUCC                                       |      |
| 牧島 輝 バースデーイベント2022                | 2022年9月11日       | エル・シアター                 | 二葉 要・定本楓馬                                                  | 1部 vivi/米津玄師 W/X/Y /Tani Yuuki 2部 恋だろ/wacci ニルヴァーナ/MUCC                                       |      |
| 牧島 輝 ホワイトデーイベント2023              | 2023年3月4日        | 山野ホール                     | 1部 三浦宏規 2部 二葉 勇・二葉 要                                  | 1部 恋におちて -Fall in love-/小林明子 プラネタリウム/大塚 愛 ２部 最愛/福山雅治 赤いスイートピー/松田聖子   |      |
| 牧島 輝 ホワイトデーイベント2023              | 2023年3月5日        | 山野ホール                     | 有澤 樟太郎                                                        | 1部 恋におちて -Fall in love-/小林明子 プラネタリウム/大塚 愛 ２部 最愛/福山雅治 赤いスイートピー/松田聖子   |      |
| 牧島 輝 バースデーイベント2023                | 2023年7月30日       | COOL JAPAN PARK OSAKA TTホール | 立花裕大                                                           | 1部 遠き日/アンダーグラフ なんでもないよ、/マカロニえんぴつ ２部 Funny Bunny/the pillows 愛し君へ/森山直太朗 |      |
| 牧島 輝 バースデーイベント2023                | 2023年8月12日       | 山野ホール                     | 笹森裕貴                                                           | 1部 雫/スキマスイッチ いとしき日々よ/平井 堅 ２部 木蘭の涙/スターダストレビュー 春よ、来い/松任谷由実        |      |

### その他
- TSUTAYA CREATORS' PROGRAM FILM2015 準グランプリ（GREEN　FUNDING賞）受賞作品「裏アカ」（2016年） - 悠斗 役[1]

## 作品

### CD

#### シングル
- かくれんぼっち（2021年2月24日、AVCD-94942、AVCD-94943、AVCD-94944、avex trax）

#### アルバム
- さぐわん（*さぐぱん名義）（2022年5月4日、AVZ1-96964、AVZ1-96965、AVZ1-96966、AVZ1-96967、avex trax）

### 写真集
- 牧島輝1st写真集『MAXIMUM』（2018年9月25日、トランスワールドジャパン）